# Rhogeessa
Rhogeessa is een geslacht van zoogdieren uit de familie van de gladneuzen (Vespertilionidae). De wetenschappelijke naam van het geslacht werd in 1866 gepubliceerd door Harrison Allen.

## Soorten
Er worden 12 soorten in dit geslacht geplaatst:
- Rhogeessa aenea Goodwin, 1958
- Rhogeessa bickhami Baird, Marchán-Rivadeneira, Pérez, & Baker, 2012
- Rhogeessa genowaysi Baker, 1984
- Rhogeessa hussoni Genoways & Baker, 1996
- Rhogeessa io Thomas, 1903
- Rhogeessa menchuae Baird, Marchán-Rivadeneira, Pérez, & Baker, 2012
- Rhogeessa minutilla Miller, 1897
- Rhogeessa mira LaVal, 1973
- Rhogeessa parvula H. Allen, 1866
- Rhogeessa permutandis Baird, Light, & Bickham, 2019
- Rhogeessa tumida H. Allen, 1866
- Rhogeessa velilla Thomas, 1903